# 杜瓦讷内湾

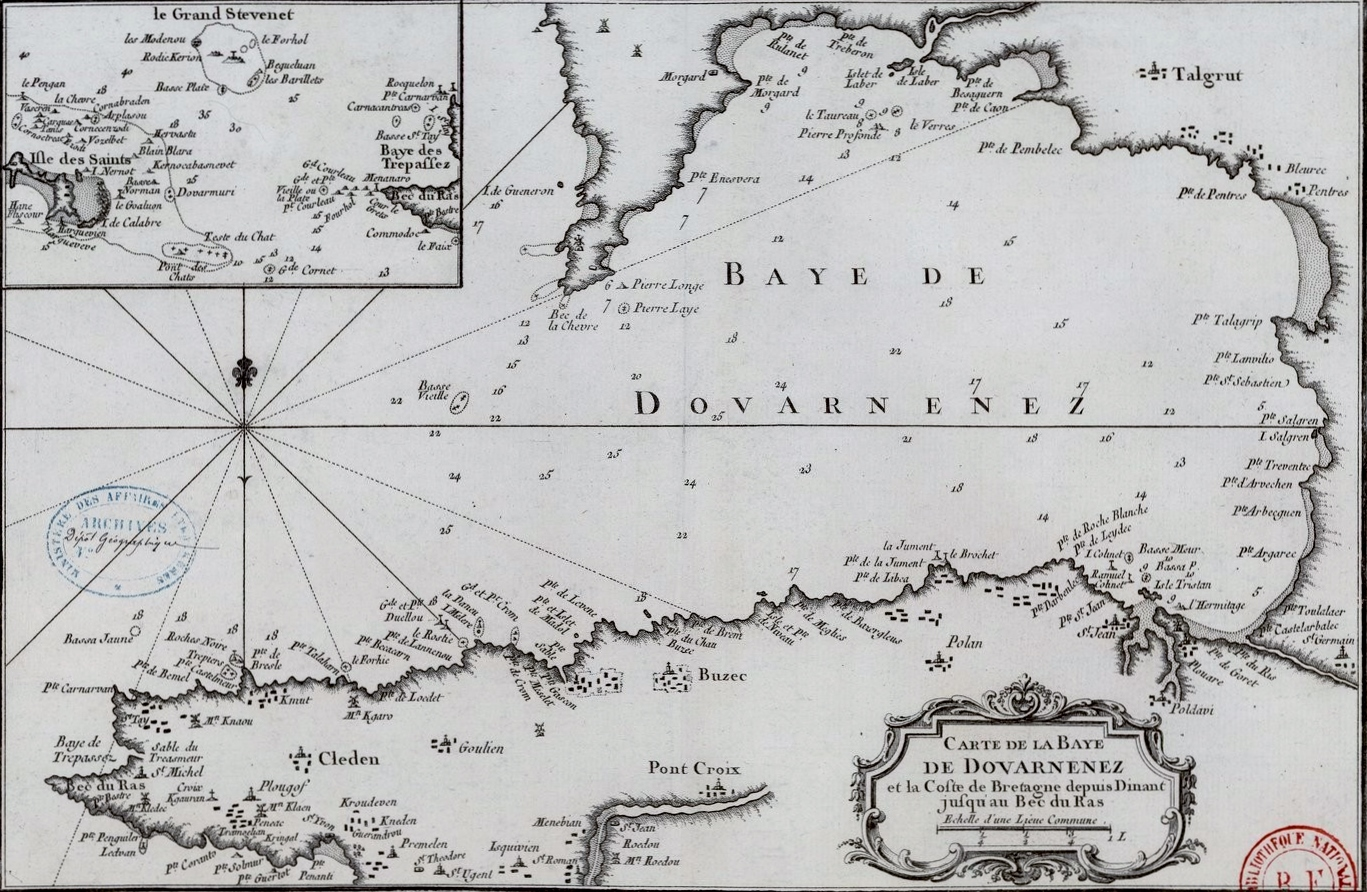
杜瓦讷内湾地图

杜瓦讷内湾（法語：Baie de Douarnenez，法語發音：[bɛ də dwaʁnəne]）是法国西部菲尼斯泰尔省的一个海湾，位于伊鲁瓦斯海东部，北至克罗宗半岛，南至锡赞角。传说伊斯城被该海湾吞没。